# لبن العصفور (فلم)
فيلم لبن العصفور فيلم مصري من بطوله خالد صالح وآخرون من إنتاج عام 2011.

## المصدر
- صفجة الفيلم على موقع السينما

## وصلات خارجية
- مقالات تستعمل روابط فنية بلا صلة مع ويكي بيانات